# Dénis Lindbohm
Dénis Lindbohm (eredeti neve: Ernst Rune Denis Lindbom) (Tranås, 1927. július 11. – Malmö, 2005. október 24.) svéd tudományos-fantasztikus és misztikus író.

## Élete
Apja Oskar Lindbohm cipész volt. Amikor Denis egy éves volt, szülei elváltak. Anyja rövid ideig Svédország déli részén dolgozott, a fiú néha vele, néha nagyszüleivel élt. 1934-ben anyja házvezetőnői állást kapott Simlingében, majd Börringében. Munkaviszonya 1938-ban szűnt meg.  
Lindbohm 1942-ben állt először munkába: a tranåsi kartongyár dolgozója lett. 1943 és 1945 közt Malmöben alkalmi munkákból tartotta fenn magát. Első irodalmi próbálkozása a Jules Verne-Magasinet című svéd sci-fi-lapban az Atombranden című novella volt 1945-ben. Ugyanebben az évben egy malmői fényképészeti cég alkalmazottja lett, ezt a foglalkozást harminc éven keresztül folytatta. 1950-ben nősült meg. 
Az 1950-es években tudományos-fantasztikus novellákat és regényeket írt (ezek közül sok kéziratban maradt). Az ötvenes években egyik alapítója volta  Club Meteor-nak, a svéd sci-fi rajongók első szervezett csoportjának. A csoportot eredetileg "általános társadalmi egyesületnek" szánták, később azonban egyre jobban tudományos-fantasztikus orientációjúvá vált, s hamarosan kizárólag tudományos-fantasztikus jellegű egyesület lett.
Az 1950-es évek végén kevesebbet írt, idejét tudományos-fantasztikus filmkészítésnek szentelte. Végül egyetlen film készült el, a Den stora nattens vålnad, amely arról szól, hogy egy UFO zuhan le Skånéban. A film szereplői a Club Meteor tagjai és családtagjaik voltak. Az egyesületen belül Lindbohm létrehozta a Clloev című, az 1960-as években megjelent fanzint.  
A svéd sci-fi életben ekkor zajlott az úgynevezett "fannisk-háború", amelyben Lindbohm saját magát "autharknak" kiáltotta ki, kitalált főellensége (valójában barátja) Sam J. Lundwall volt, aki az Overlord álnevet választotta magának. Mindketten diktátorként állították be magukat a saját országukban, s világuralmat követeltek. Az egész egyfajta szatirikus reakció volt a világban akkor épp igen erősen jelen lévő hidegháborúra. A hatvanas évek elején Lindbohm otthona sok később híressé vált sci-fi rajongó, író és szerkesztő találkozóhelye volt. Itt találkozott először Bertil Mårtensson, John-Henri Holmberg és Leif Andersson. Noha Lindbohm 1962-ben még csupán harmincöt éves volt, feleségével és három gyermekével, valamint a sci-fi rajongók közt elért pozíciójával a fiatalok egyfajta mentora volt. 
Lindbohm az 1965-ben megjelent Draksådd című, szexuálisan szókimondó novellával tért vissza az íráshoz. Den gyllene randen című regénye a szexuális forradalom pszichológiai előnyeiről szól, bár a cselekményt disztópikus környezetbe helyezi: az embereket Aldous Huxley Szép új világ című regényéhez hasonlóan kordában tartják. A regényt először elfogadták kiadásra, de a kiadó végül nem jelentette meg a munkát. A mű csak 1979-ben jelent meg, jóval a szexuális forradalom után. Lindbohm első megjelent önálló kötete a Mörker över Malmö (1969) volt, ez egy, a kábítószerekről szóló vitairat volt. 1971-ben jelent meg a reinkarnációval foglalkozó Jagets eld. Első megjelent sci-fi regénye az 1974-es Soldat från jorden volt. Ezután sorra jelentek meg a könyvei, sok sci-fi, de írt krimiket és pornográf munkákat is. Különböző lapok számos novelláját is közölték. 
Saját bevallása szerint tizennyolc hónapos korában egy meghatározó élményben volt része: egy halott lány fényképét látta, aki Esta volt, édesanyja 1918-ban, négy éves korában spanyolnáthában elhunyt húga. Már ekkor megértette, hogy előző életében ő maga volt Esta. Anyja hitt neki, de figyelmeztette is: másokkal nem szabad beszélnie sem erről, sem más, általa megtapasztalt természetfeletti eseményekről, mert az emberek nem értenék meg. Ez vonatkozott Lindbohm ateista-materialista apjára, valamint hívő nagyszüleire is. Olvasta a Bibliát, idegenkedett az Ószövetség istenképétől, de reinkarnációba vetett hitét képes volt összeegyeztetni az Újszövetség üzenetével.
Az 1960-as, 1970-es évek Svédországában a sci-fi regények nem voltak mindig jól eladhatóak, csak nehezen tudta publikálni őket. Ennek ellenére a hetvenes évek vége felé főállású íróvá tudott válni. Írásai egyre inkább az okkultizmussal és lélekvándorlással foglalkoztak. 1982-ben megalapította saját könyvkiadóját, a Psi-cirkeln-t.

## Munkái
- Draksådd (1965)
- Mörker över Malmö (1969)
- Mörkrets fåra (1970)
- Jagets eld (1971)
- Soldat från jorden (1974)
- Stjärnpesten (1975)
- Eden utan Adam (1975)
- Flygande gift (1975)
- Stjärnvargen (1978)
- Domens stjärnor (1978)
- Den gyllene randen (1979)
- Regression (1979)
- Nattens lösen (1979)
- Bevingaren (1980)
- Frostens barn (1980)
- Solens vargar (1980)
- A-ett (1980)
- Eko över bron (1982)
- Edens nyckel (1982)
- Domens rötter (1983)
- Eldens barn (1983)
- Nattsidan (1983)
- Gaias gudbarn (1983)
- Spegelspelet (1984)
- Allt har sin tid (1984)
- Vägens förra slut (1984)
- Glömda gudars väg (1985)
- Vatten över huvud taget (1985)
- Blå tornet (1985)
- Siaren som sover (1985)
- Vägen bortom Lövestad (1986)
- Domedagens skymning (1986)
- Evig exil (1986)
- Droppar av dis och eld (1987)
- Världförvist (1987)
- Trollmakt (1987)
- Dockan från Fomalhaut (1987)
- Pentagram, Maktens portal (1988)
- Det kom en orm till Eden (1988)
- Skuggor över Elysion (1989)
- Spegelns tredje sida (1989)
- Blod på solen (1990)
- Den magiska gåvan (1990)
- Där blott andar vandrar (1991)
- Stjärnbollen (1991)
- Ljuset är själens färg (1992)
- Den trolska världen (1992)
- Magins system (1993)
- Vägen som mörkret belyste (1993)
- Fången är den fries dröm (1994)
- Bortom barriären (1994)
- Gudarnas lekskola (1995)
- Pentagram – Maktens portal (andra upplagan) (1995)
- Vi som är svärmen (1996)
- Möten med makterna (1996)
- Magins program (1997)
- Legenden av stoft och stjärnor (1997)
- Magi (1998)
- Genom det inres port (1998)
- Drömmens dimension (1998)
- Makten som skapar och förgör (1999)
- De ofödda (1999)
- Bevingaren (Ny utgåva) (2000)
- Vid stjärnhjulets rand (2000)
- Vägen genom pentagram (2001)
- Magins problem (2002)
- Makten som botar (2002)
- Vi möttes i Babylon (2003)
- Väktarna vid världens rand (2003)
- Pentagrams andra sida (2004)
- Den inre väktaren (2004)
- Världar runt hörnet (2005)
- Kvatur-Glon (2005)

## Magyarul megjelent művei
- Szemed fénye (novella, Galaktika 28., 1977)
- Az istenek (novella, Galaktika 28., 1977)
- Tiszta lappal (novella, Galaktika 262., 2012)

## Fordítás
- Ez a szócikk részben vagy egészben  a   Dénis Lindbohm című svéd Wikipédia-szócikk ezen változatának fordításán alapul.  Az eredeti cikk szerkesztőit annak laptörténete sorolja fel. Ez a jelzés csupán a megfogalmazás eredetét és a szerzői jogokat jelzi, nem szolgál a cikkben szereplő információk forrásmegjelöléseként.